# Clannad
Clannad (em Gweedore, irlandês An Clann d'Dobhar - A família de Dore) é uma banda irlandesa formada em 1970 sendo composta por irmãos e tios de Enya: Máire Ní Bhraonáin (agora conhecida como Moya Brennan), Ciarán O'Braonáin, Pól O'Braonáin - irmãos de Enya - e seus dois tios Noel O'Dugáin e O'Dugáin. Eithne Ní Bhraonáin (Enya Brennan) fez parte do grupo de 1979 a 1982. Enquanto, em 1990, Pól saiu da banda para explorar novas oportunidades. Desde então, o grupo é composto por quatro membros tendo, em alguns momentos, a participação de Brídín (irmã menor de Ciarán e Máire) cantando em alguns concertos e faixas dos álbuns.

## História
A banda nasceu em Gweedore, Donegal e inicialmente tocava no pub de Leo Brennan, pai de Moya.
O grupo participou de um festival de música folk em Letterkenny, condado de Donegal, e ganhou o primeiro prêmio: um contrato com uma gravadora irlandesa, braço direito da Philips, quando ainda estavam na escola e faculdade. Não gravaram o disco até 1973, pois a gravadora não gostou da ideia da metade do disco ser em irlandês.
O Primeiro disco foi gravado em 1973, chamado simplesmente de Clannad, mostrou uma banda consciente da contemporaneidade da música irlandesa atual.
O segundo disco chegou em 1975 pela Gael-Linn records e foi chamado de Clannad 2. Produzido por Dónal Lunny, fundador do Planxty e Bothy Band e mostrou uma banda claramente mais madura.
Em 1976 é produzido Dúlamán. Por um longo período, a faixa título foi uma das canções favoritas em shows ao vivo e ainda é apresentada em versões com uma levada roqueira, capturando o sentimento da versão original acústica.
O grupo recebe críticas negativas pela maioria dos puristas do Folk, contudo, é considerada uma das mais importantes bandas da história desse gênero. Clannad é classificada como uma banda de Folk (o Folk Rock), New Age e Celta, sendo que, em 1997, foi premiada com o Grammy de melhor Álbum de Música New Age.
Uma de suas canções mais populares,Theme from Harry's Game, inicialmente, foi composta para a trilha sonora do seriado de TV Harry´s Game da BBC, alcançando, em 1982, o quinto lugar na lista de Singles Britânicos. E, mais tarde, veio a fazer parte da trilha sonora do filme Jogos de Patriotas e de um comercial da Volkswagen em 1992.
Outras canções de sucesso são In a Lifetime (1985) com a participação de Bono do U2, I Will Find You que fez parte da trilha sonora do filme O Último dos Moicanos e Legend que foi tema do seriado de TV Robin of Sherwood ganhando o BAFTA TV Award de melhor trilha sonora.
Um de seus álbuns de destaque, Lore (1996), é dedicado aos Índios Nativos Norte-Americanos. Noel Duggan trabalhou com o sentimento de ser exilado da terra de seus ancestrais como também com as ligações existentes entre aquela gente com os irlandeses, por exemplo, quando os primos da distante América haviam enviado dinheiro para Irlanda durante a fome. Esse álbum conta com a colaboração dos percussionistas Vinnie Colaiuta e Mel Collins.
O álbum Landmarks (1998) foi premiado com o Grammy de 1999 sendo ambientado em sua terra-natal, Donegal, marcado pelas montanhas, as pastagens e as costas de Gweedore.

## Família Brennan
O pai de Enya, Leo Ó Bhraonáin, em 1968, tornou-se proprietário de um pub (Leo's Tavern) localizado na vila  Min na Leice (Meenalech). Antes de abrir o pub, porém, era o líder do grupo Slieve Foy Dance Band, na qual tocava acordeão e sax.
Sua mãe, Máire Uí Bhraonáin, conhecida como Baba, era organista em uma Igreja e lecionava piano na "Gweedore Comprehensive School".
Os filhos do casal são: Máire (ou Moya), Leon, Ciarán, Deirdre, Pól, Olive, Eithne (ou Enya), Bartley e Brídín.

## Discografia

### Álbuns
- 1972 — The Pretty Maid (Clannad)
- 1974 — Clannad 2
- 1976 — Dúlamán (Alga Marinha)
- 1978 — Clannad in Concert [live]
- 1979 — Ring Of Gold [live, unofficial bootleg]
- 1980 — Crann Úll (Maçã/Macieira)
- 1982 — Fuaim (Som)
- 1983 — Magical Ring (Anel Mágico)
- 1984 — Legend [soundtrack]
- 1985 — Macalla
- 1987 — Sirius
- 1988 — Atlantic Realm [soundtrack]
- 1989 — Pastpresent [collection]
- 1989 — The Angel and the Soldier Boy [soundtrack]
- 1990 — Anam (US: 1992)
- 1993 — Banba (Banba é a antiga denominação da Irlanda)
- 1995 — Lore (saber)
- 1995 — Themes [collection]
- 1997 — Landmarks
- 1997 — Rogha: The Best of Clannad [collection]
- 1998 — An Diolaim [collection]
- 2000 — Clannad: Greatest Hits [UK Release][collection]
- 2003 — The Best of Clannad: In A Lifetime [collection]
- 2005 — Clannad - Live In Concert, 1996 [live]
- 2013 — Nádúr

### Singles
- 1974 - "Dhéanainn Súgradh/Eleanor Plunkett"
- 1975 - "An Bealach Seo 'tá Romhainn"
- 1978 - "Down By The Sally Gardens"
- 1981 - "Mhorag's Na Horo Gheallaidh/Strayed Away"
- 1982 - "Theme From Harry's Game"
- 1983 - "I See Red/Tá Mé 'Mo Shuí"
- 1983 - "Newgrange"
- 1984 - "Robin (The Hooded Man)"
- 1985 - "Closer To Your Heart"
- 1985 - "Almost Seems (Too Late To Turn)"
- 1986 - "In A Lifetime"
- 1987 - "Something To Believe In"
- 1988 - "Live and Learn"
- 1989 - "The Hunter"
- 1989 - "Hourglass"
- 1989 - "A Dream In The Night"
- 1990 - "In Fortune's Hand"
- 1991 - "Why Worry?"
- 1991 - "Both Sides Now"
- 1993 - "Mystery Game"
- 1993 - "I Will Find You"
- 1996 - "Seanchas"
- 1997 - "An Gleann"
- 1997 - "Christmas Angels"